# Lükia

Lükia fekvése

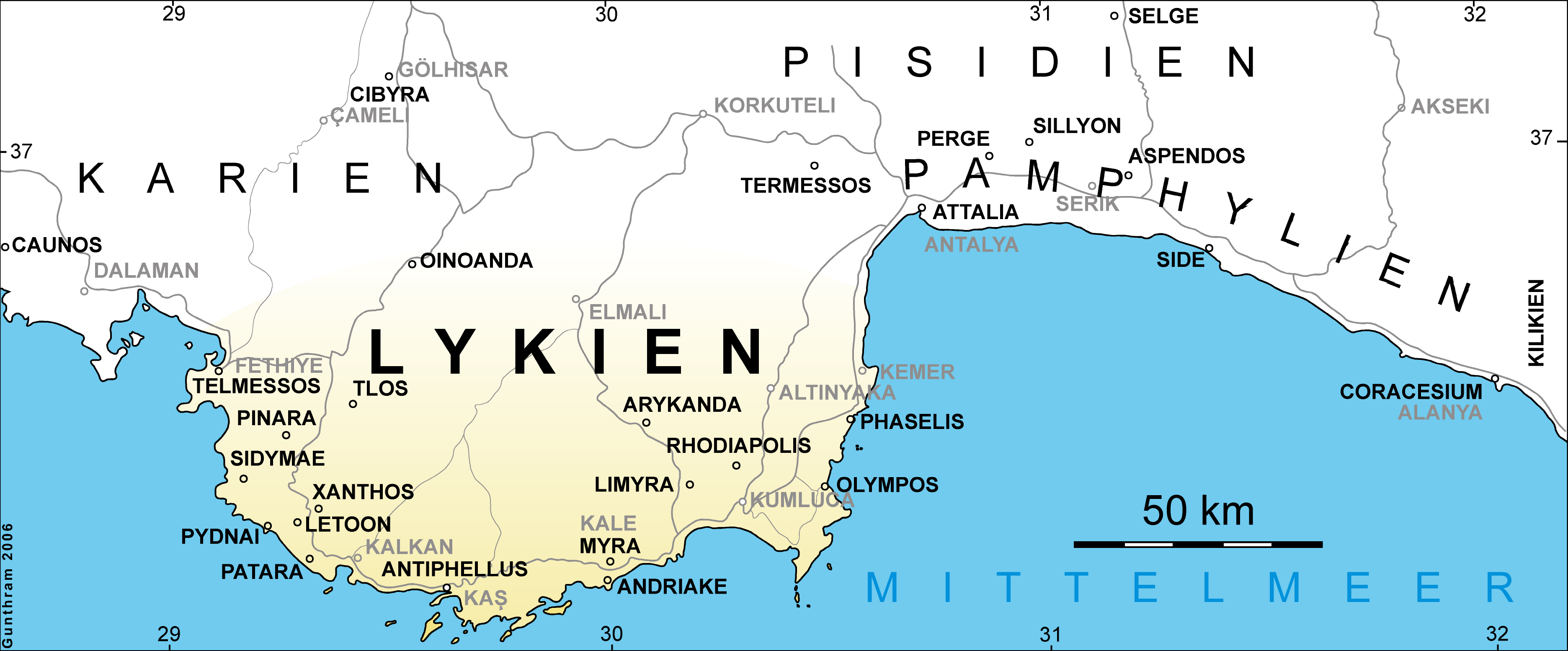
Lükia városai

Lükia (hettita nyelven Lukka, lük nyelven Trm̃mis, ógörögül: Λυκία, latinul: Lycia) ókori földrajzi egység. Nevét a lukkák népének görög alakjáról kapta. Félszigetszerű hegyvidék Kis-Ázsia délnyugati részén, a mai Törökország területén. A félsziget ma két török tartomány része, keleti nagyobbik darabja Antalya nyugati felén, a nyugati kisebb darabja Muğla délkeleti részén helyezkedik el.

## Földrajza
Északi határa a Taurosz-hegység (ma Torosz-hegység), ahol Piszidia határos vele, északkeletről a Szolüma-hegység választja el Pamphüliától, északnyugaton a Telmisszosz- és Xanthosz-folyók közti hegység Káriától (ma Elmalı daği). A többi határa a tengerpart. A lük hegyvidék többsége vulkanikus eredetű. Nyugaton a Kragosz (ma Gök tepe) 2400 méter magas, az Antikragosz 1800 méteres. A középső Maszikütosz-hegység (ma Akdağ) a Xanthosz- és a Limürosz-folyó között helyezkedik el és 3000 méteres. Keleten a 3000 méter magas Szolüma-hegység (ma Bey daği) határolja. A mai Muğla tartományhoz tartozó öble a Glaukosz (ma Fethiyei-öböl), az antalyai részen a Pamphüliai-öböl (ma Antalyai-öböl) található. A tengerpart öblökkel tagolt, kiválóan alkalmas kikötők építésére.

## Lakossága
Homérosz Odüsszeiája alapján a milüák és szolümoszok népét említik a terület őslakóiként. Lükia mint önálló földrajzi és politikai egység először az i. e. 13. század közepén tűnik fel hettita forrásokban. Korábban Arzava része volt. Ekkor a luvik lakták, akiknek több részre szakadása hozta létre a lukkák népét. Lükiát a déli ág lakta. A lükök magukat „teremmisz” (trm̃mis) néven nevezték (görög tremilae, tremilai vagy termilae, termilai). A görög források alapján az őslakosságot a hegyvidékekre szorították. A lükiai nyelvet és írást a 4. századig használták a feliratokon. Az ábécéjük 29 betűből állt, amelynek több mint felét a görögből írásból vették át. A lük nyelv az anatóliai nyelvek egyike, valószínűleg a hettita nyelvek egyikének, a luvi nyelvnek mellékága. Maga is több erősen eltérő nyelvjárást beszélt (lükA, lükB, lükC).
A luvik és lukkák gazdálkodását nemrégiben még egyértelműen nomadizálónak gondolták, azonban az évszakos legelőváltó állattartás is szóba jöhet, leginkább azért, mert ezen a területen gazdag növénytermesztés is folyt. A görögök thermülainak nevezték a lüköket a károkkal együtt, és Krétáról származtatták őket. A káriai Oasszosz és a krétai Oaxosz települések névhasonlósága vezethette őket erre a következtetésre. Az i. e. 13. század első felében, Tavagalavasz uralkodása alatt nagy mértékben hozzájárultak Hatti meggyengüléséhez. Rövid ideig Alasia is a fennhatósága alá került.
A tengeri népek mindkét vándorlásában részt vettek, a luka/lukka népnevek az Amarna-levelekben, II. Ramszesz és Merenptah felirataiban is feltűnnek. III. Ramszesz nem említi őket, helyettük azonban feltűnnek a tjekerek, akiket a teukroszokkal, vagyis a dardánok egyik törzsével, az északi lükökkel azonosítanak.
A görög sötét kor idején a lükök története is ismeretlen. Az bizonyos, hogy hajósnép maradt, a lük kalózok a Földközi-tenger keleti medencéjében éppoly hírhedtek voltak, mint a nyugatiban az etruszkok. Csak a korai római császárkorban sikerült megszüntetni ezt a tevékenységüket. Sem Phrügia, sem Lüdia nem tudta a befolyási övezetét Lükiára kiterjeszteni.
I. e. 546–545-ben a Perzsa Birodalom része lett a terület, Harpagosz egy hadjárata ért el sikert. A Milétosz által vezetett perzsaellenes felkeléstől (i. e. 500) kezdve a lük tengerrész hadszíntérré vált, a görög–perzsa háborúk tengeri csatáinak jó része errefelé zajlott le. Lükia maga így hol a Déloszi Szövetség, hol Kária fennhatósága alá került, majd vissza Perzsiához.
III. Alexandrosz a makedón birodalom részévé tette, majd a diadokhosz-háborúkban a Ptolemaida Egyiptom tette rá a kezét. Később a Szeleukida Birodalom, majd annak gyengülésével más hellenisztikus államok következtek. Még később a Szászánida Birodalmat Rodosz váltotta fel. i. e. 200 táján a lükiai városkirályságok szövetségbe tömörültek. Hat nagyobb és tizenhét kisebb település hozta létre, vezetője Patara. A szövetségi tanácsban és a gyűlésekben a városok egyenként képviseltették magukat. A rodoszi fennhatóság a lakosság erős ellenállásába ütközött, így Róma i. e. 169-ben, a harmadik makedón háború után szabadnak nyilvánította. Ettől kezdve a lük szövetség önálló államként funkcionált. I. e. 78-ban Quintus Servilius Caepio (a quaestor Q. S. Caepio fia) lerombolta Olümposzt, i. e. 42-ben Marcus Iunius Brutus feldúlta Patarát, 43-ban Claudius Lycia-Papmphylia néven római provinciává szervezte a területet.